# Christian al IV-lea al Danemarcei
Christian al IV-lea (n. 12 aprilie 1577, Comuna Hillerød, Regiunea Hovedstaden, Danemarca – d. 28 februarie/9 martie 1648, Copenhaga, amtul Copenhaga⁠(d), Danemarca) a fost regele Danemarcei și al Norvegiei din 1588 până la moartea sa.

## Biografie
Fiu al lui Frederic al II-lea, rege al Danemarcei și al Norvegiei, și al Sofiei de Mecklenburg-Schwerin, s-a născut la Palatul Frederiksborg în 1577 și a urcat pe tron la vârsta de 11 ani, la moartea tatălui său (4 aprilie 1588). Pe linie maternă descindea din regele Hans al Danemarcei.
În timpul minoratului său, cancelarul Niels Kaas și Rigsraadet (Consiliul de Stat) au deținut puterea. A primit o educație bună și a fost un elev încăpățânat și talentat. La vârsta de 18 ani  (17 august 1596) a devenit rege cu puteri depline.
La 30 noiembrie 1597 s-a căsătorit cu Anne Catherine de Brandenburg, fiica lui Joachim Friedrich, margraf de Brandenburg și duce de Prusia. Regina a murit 14 ani mai târziu, după ce i-a dăruit lui Christian șase copii. La patru ani după decesul ei, regele a făcut o căsătorie morganatică cu o tânără, Kirsten Munk, cu care a avut doisprezece copii – o legătură care a fost dezastruoasă pentru Danemarca.
Se crede că regele a avut 26 de copii, atât legitimi cât și nelegitimi. Este frecvent amintit ca unul dintre cei mai remarcabili regi danezi, care a inițiat numeroase reforme și proiecte și a domnit aproape șaizeci de ani.
În cursul anului 1628, a descoperit o intrigă scandaloasă a soției sale, Kirsten Munk, cu unul dintre ofițerii săi germani. În ianuarie 1630 ruptura a devenit definitivă și Kirsten s-a retras la moșia ei din Jutland. Între timp, Christian a recunoscut relația cu Vibeke Kruse, o slujnică dată afară de Kirsten Munk, iar ea i-a născut o familie numeroasă. Copiii lui Vibeke erau inamicii copiilor lui Kirsten Munk, iar ura dintre cele două familii n-a rămas fără influență asupra istoriei ulterioare a Danemarcei.